# Konklave 1669–1670
Das Konklave von 1669 bis 1670 war die Wahlversammlung nach dem Tod von Papst Clemens IX. und dauerte vom 20. Dezember 1669 bis zum 29. April 1670. Es wählte Emilio Altieri, der den Papstnamen Clemens X. annahm.

## Teilnehmerzahl

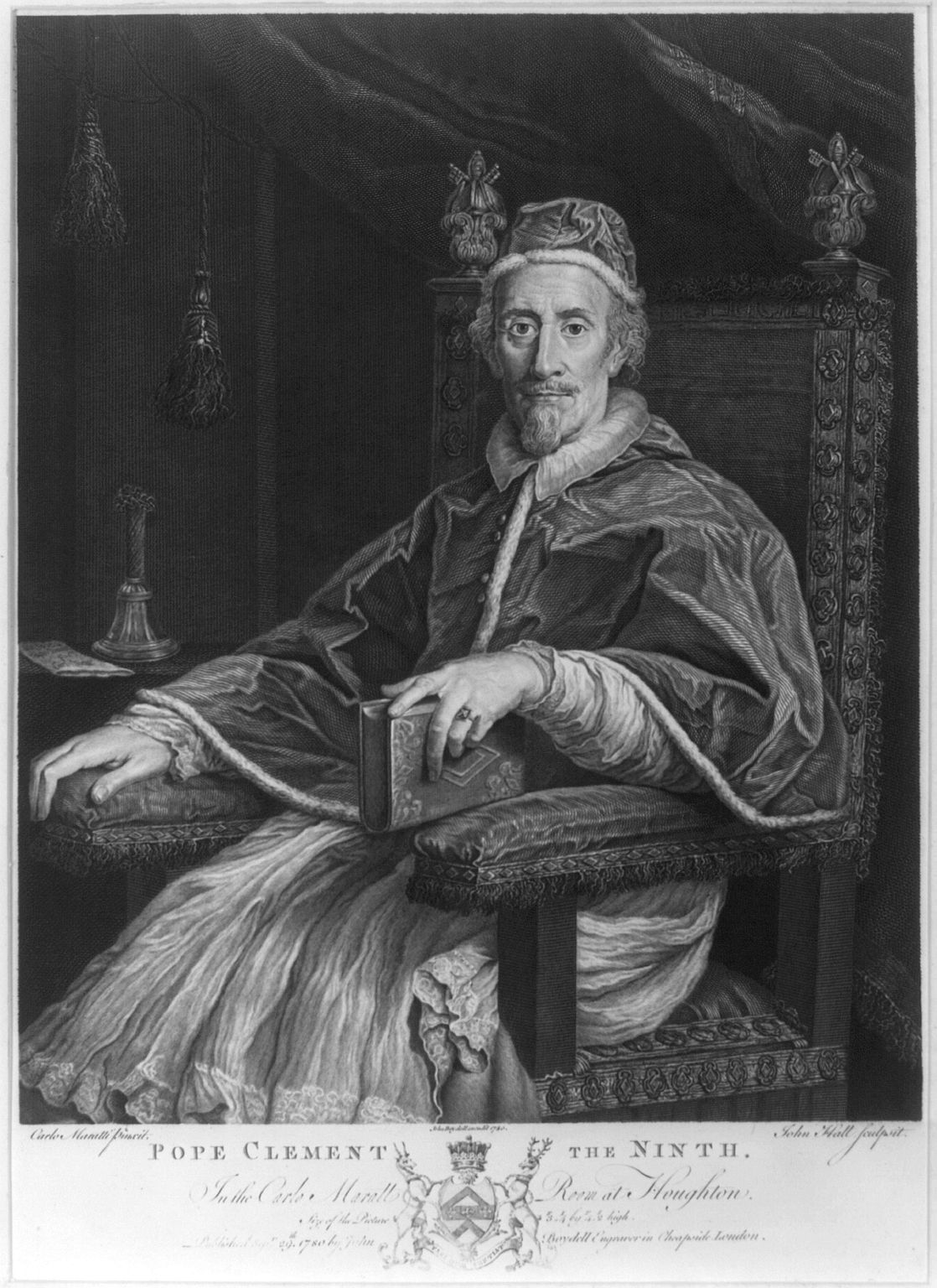
Anlass des Konklaves war der Tod Clemens’ IX.

Nachdem Papst Clemens IX. am 9. Dezember 1669 verstorben war, zählte das Kardinalskollegium 70 Mitglieder, von denen 57 bis 66 am Konklave teilnahmen. Die Zahl der Konklaveteilnehmer war schwankend. Nicht nur die schlechte Beheizung war ein Problem, auch mussten verschiedene Kardinäle aufgrund von Erkrankung das Konklave zwischenzeitlich verlassen. Mit Kardinal Scipione Pannocchieschi d’Elci starb am 13. April 1670 einer der Konklaveväter, so dass die Zahl der Kardinäle auf 69 sank.

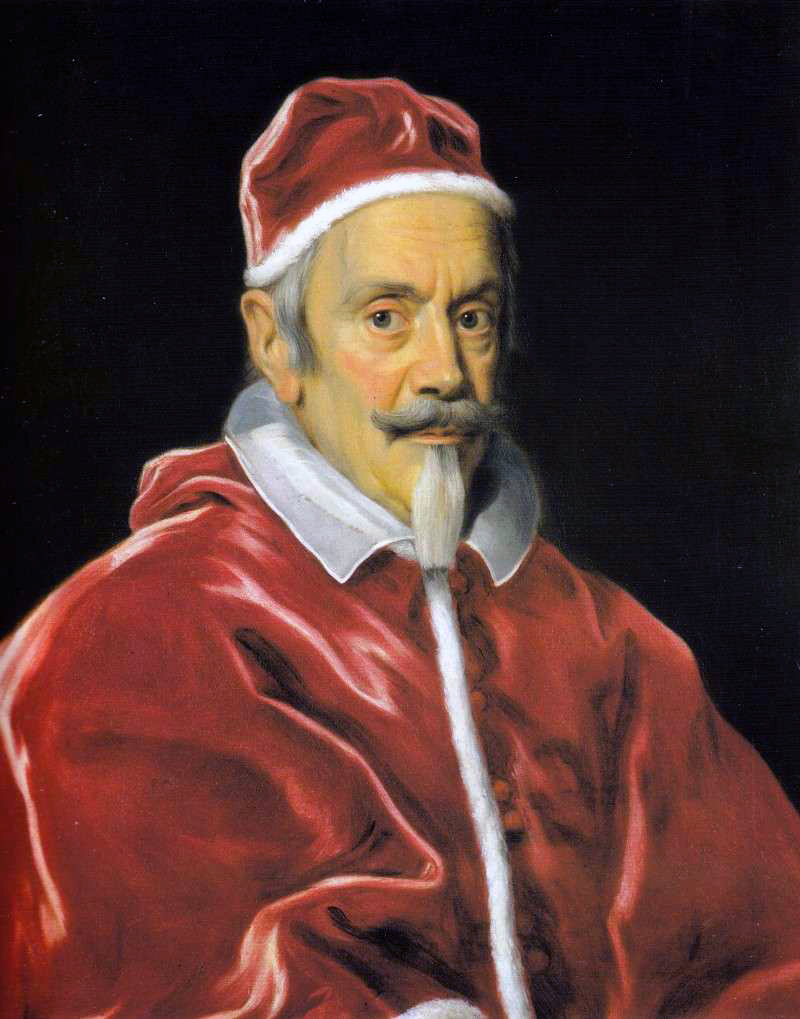
Ergebnis des Konklaves war die Wahl von Clemens X.

- 20. Dezember 1669: 57 Kardinäle
- 26. Dezember 1669: 60 Kardinäle
- 30. Dezember 1669: 62 Kardinäle
- 20. Januar 1670: 63 Kardinäle
- 27. Februar 1670: 60 Kardinäle
- 30. März 1670: 58 Kardinäle
- 23. April 1670: 59 Kardinäle

## Parteiungen
Zeitgenossen stellten fest, dass es zu dieser Zeit keine herausragenden Kardinäle gab. So galten gleich 21 von ihnen als papabile. Hierzu kamen die ausgeprägten Parteiungen innerhalb des Konklaves, die bis zu sechs Gruppen erreichten.
- Franzosen: 7 Kardinäle unter Führung von Rinaldo d’Este
- Spanier: 7 Kardinäle unter Führung von Leopoldo de’ Medici
- Papst Urban VIII.: 10 Kardinäle unter Führung von Francesco Barberini
- Papst Alexander VII.: 24 Kardinäle unter Führung von Flavio Chigi
- Papst Clemens IX.: 8 Kardinäle unter Führung von Giacomo Rospigliosi
- Squadrone Volante: 6–10 Kardinäle unter Führung von Decio Azzolini

## Verlauf
Bereits in den ersten Tagen teilte sich das Konklave in zwei Lager. Auf der einen Seite standen die Parteien der Chigis und der Spanier, auf der anderen Seite die Parteien der Päpste Urban VIII., Clemens IX. und Squadrone volante. Die französischen Kardinäle waren noch nicht in das Konklave eingetreten. Bis sie in Rom eintrafen, hatten die Kardinäle Chigi und Medici die Mehrheit des Kardinals Vidoni bereits zerrüttet, der von Königin Christina von Schweden favorisiert wurde. Lediglich die Squadrone volante standen noch hinter Vidoni.
Die Spanier und die Kardinäle um Kardinal Chigi brachten nun den Kardinal Odescalchi ins Gespräch. Kardinal Brancaccio scheiterte sogleich an der Exklusive des Königs von Spanien, der ihn ablehnte.
Im April brach Kardinal Chigi mit der Partei der Spanier, nachdem alle seine Vorschläge gescheitert waren, und trat mit den Franzosen in Verhandlung. Ein Eingreifen des venezianischen Botschafters brachte die Französische und die Spanische Partei zusammen, welche nun die Wahl eines Kardinals aus der Partei der Kardinäle Clemens’ IX. bevorzugten. Hierbei konnte Chigi allerdings den Ausschluss des Kardinals Vidoni erreichen.
Am 28. April kam es zu einer Geheimverhandlung zwischen Chigi und Rospigliosi, welche sich auf Kardinal Altieri einigten. Doch erreichte er am Folgetag nur drei von 58 Stimmen. Nun verkündeten die Anführer der beiden Parteiungen, Chigi und Rospigliosi, dass sie sich auf Altieri als Kandidaten geeinigt hätten. Obwohl Altieri, aufgrund seines Alters, von einer Wahl seiner Person nichts wissen wollte, und andere überraschte Kardinäle um einen Aufschub baten, wurde am 29. April erneut zur Wahl geschritten. Diesmal erhielt Altieri 21 Stimmen und 35 Akzesse, also 56 von 59 Stimmen. Nachdem die Wahl gegen 15.00 Uhr bekannt war, nahm der Erwählte diese erst gegen 16.00 Uhr an.
Die Inthronisation des neuen Papstes am 11. Mai 1670 beendete eine Sedisvakanz von 154 Tagen.

## Teilnehmende Kardinäle
- Francesco Barberini, Kardinalbischof von Ostia e Velletri, Kardinaldekan
- Marzio Ginetti, Kardinalbischof von Porto e Santa Rufina, Kardinalsubdekan
- Antonio Barberini OSIoHieros., Kardinalbischof von Palestrina
- Francesco Maria Brancaccio, Kardinalbischof von Frascati
- Ulderico Carpegna, Kardinalbischof von Albano
- Giulio Gabrielli, Kardinalbischof von Sabina
- Virginio Orsini OSIoHieros
- Rinaldo d’Este
- Cesare Facchinetti, Bischof von Spoleto
- Carlo Rossetti, Bischof von Faenza
- Niccolò Albergati-Ludovisi
- Federico Sforza
- Benedetto Odescalchi
- Alderano Cibo, Bischof von Iesi
- Lorenzo Raggi
- Jean-François Paul de Gondi
- Luigi Alessandro Omodei
- Pietro Vito Ottoboni
- Marcello Santacroce, Bischof von Tivoli
- Friedrich von Hessen-Darmstadt OSIoHieros
- Lorenzo Imperiali
- Giberto Borromeo
- Giambattista Spada
- Francesco Albizzi
- Ottavio Acquaviva d’Aragona iuniore
- Carlo Pio iuniore
- Carlo Gualterio
- Flavio Chigi
- Girolamo Buonvisi, Erzbischof und Bischof von Lucca
- Scipione Pannocchieschi d’Elci, Erzbischof von Pisa[Anm. 1]
- Antonio Bichi, Bischof von Osimo
- Pietro Vidoni
- Girolamo Boncompagni, Erzbischof von Bologna
- Celio Piccolomini
- Carlo Bonelli
- Carlo Carafa della Spina
- Alfonso Litta, Erzbischof von Mailand
- Neri Corsini
- Paluzzo Paluzzi Altieri degli Albertoni
- Cesare Maria Antonio Rasponi, Legat in Urbino
- Giannicolò Conti, Bischof von Ancona
- Giacomo Filippo Nini
- Carlo Roberti, Legat in der Romandiola
- Giulio Spinola
- Vitaliano Visconti
- Innico Caracciolo, Erzbischof von Neapel
- Giovanni Dolfin
- Giacomo Rospigliosi, Legat in Avignon
- Emmanuel Theodose de la Tour d’Auvergne de Bouillon
- Luis Manuel Fernández de Portocarrero
- Francesco Nerli der Ältere
- Emilio Bonaventura Altieri[Anm. 2]
- Carlo Cerri
- Lazzaro Pallavicino
- Giovanni Bona OCist
- Francesco Maidalchini
- Carlo Barberini
- Decio Azzolini iuniore
- Giacomo Franzoni, Bischof von Camerino
- Francesco Maria Mancini
- Angelo Celsi
- Paolo Savelli
- Leopoldo de’ Medici
- Sigismondo Chigi
- Niccolò Acciaioli
- Buonaccorso Buonaccorsi

## Abwesende Kardinäle
- Pascual de Aragón
- Girolamo Grimaldi-Cavalleroni, Erzbischof von Aix
- Gregorio Barbarigo, Bischof von Padua
- Luis Guillermo de Moncada
- Carlo Pio di Savoia